# Brightlingsea
Brightlingsea è un paese di 8 500 abitanti della contea dell'Essex, in Inghilterra.

## Amministrazione

### Gemellaggi
- Marennes, Francia